# Alexander Bergs
Alexander Thomas Bergs (* 30. März 1974 in Mönchengladbach) ist ein deutscher Sprachwissenschaftler und Professor für Sprachwissenschaft des Englischen an der Universität Osnabrück.

## Werdegang
Alexander Bergs studierte Anglistik, Germanistik, Chemie, Erziehungswissenschaften und Philosophie an der Heinrich-Heine-Universität Düsseldorf und Allgemeine Sprachwissenschaft, English Language und Scots an der Edinburgh University. Es folgte seine Promotion im Jahre 2002 zum Thema „Social Networks and Historical Sociolinguistics. Studies in Morphosyntactic Variation in the Paston Letters (1421–1503)“, sowie vier Jahre später seine Habilitation in der Sprachwissenschaft des Englischen mit dem Titel „The Expression of Futurity in Contemporary English: Form, Function, Development“.
Bergs ist seit 2006 Professor für Sprachwissenschaft an der Universität Osnabrück. Dort war er von 2008 bis 2010 und ist seit 2016 Dekan des Fachbereichs Sprach- und Literaturwissenschaft. Besondere Forschungsschwerpunkte sind u. a. Sprachvariation und -wandel, Konstruktionsgrammatische Ansätze zur Sprachanalyse, Sprache im Kontext, die Syntax-Pragmatik-Schnittstelle und Kognitive Poetik. Er absolvierte außerdem zahlreiche Lehraufenthalte an den Universitäten Bonn, Santiago de Compostela, Wisconsin-Milwaukee, Catania, Vigo, Thessaloniki, Athen und Dalian.
Er ist Redaktionsleiter und Mitbegründer von Linguistics Vanguard, zusammen mit Abby Cohn (Cornell) und Jeff Good (Buffalo).

## Veröffentlichungen (Auswahl)
- Social Networks and Historical Sociolinguistics: Studies in Morphosyntactic Variation in the Paston Letters (1421–1503). Mouton de Gruyter, Berlin/New York  2005. ISBN 978-3-11-018310-8
- Modern Scots. Zweite überarbeitete Auflage, Lincom Europa, München/Newcastle 2005, ISBN 978-3-89586-317-2
- hrsg. mit Gabriele Diewals: Constructions and Language Change. In: Trends in Linguistics. Studies and Monographs (TiLSM 194). Mouton de Gruyter, Berlin/New York  2008. ISBN 978-3-11-019866-9
- hrsg. mit Gabriele Diewals: Contexts and Constructions. In: Constructional Approaches to Language (CAL 9). John Benjamins Publishing Company, Amsterdam/Philadelphia 2009, ISBN 978-90-272-0431-8
- An Introduction to Synchronic English Linguistics. Peter Lang, Frankfurt/M., New York 2012. ISBN 978-3-631-56175-1
- hrsg. mit Laurel J. Brinton: English Historical Linguistics: An International Handbook, Mouton de Gruyter, Berlin/Boston 2012, ISBN 978-3-11-020220-5
- Handbücher Sprache und Kommunikation (HSK). 34.1 und 34.2 (2 Vols). Mouton de Gruyter, Berlin/Boston 2012. ISBN 978-3-11-020220-5, ISBN 978-3-11-020265-6
- mit Kate Burridge: Understanding Historical Linguistics. Routledge, London 2016. ISBN 978-0-415-71338-2